# Lac de Narlay
Le lac de Narlay est un petit lac du département du Jura situé sur la commune du Frasnois (39130), dans la Région des lacs du Jura français.

## Présentation géographique
Situé dans la zone des plateaux, au sud de Champagnole, à 748 mètres d'altitude, le lac de Narlay est l'un des plans d'eau de la région des lacs, caractéristique du relief calcaire jurassien. On trouve à proximité le lac d'Ilay, les lacs de Maclu et le lac du Vernois.
Sa surface triangulaire est de 41 hectares avec une longueur maximale de 950 mètres pour une largeur de 625 mètres. Bordé de prairies et de forêts, il présente une forme d'entonnoir avec des bords assez abrupts puisque sa profondeur maximale est de 40 mètres, la plus importante de tous les lacs jurassiens. Il est alimenté par de petites sources locales avec un petit bassin versant de 5,5 km2 et son déversoir souterrain rejoint le lac de Chalain.
Le lac de Narlay est un lac fragile mais son état sanitaire s'améliore peu à peu et une convention de régulation des polluants agricoles a été mise en place depuis quelques années.

## Activités
Propriété de la commune du Frasnois depuis 1983, le lac de Narlay ne jouit pas encore d'une exploitation touristique notable.
L'endroit est fréquenté par les pêcheurs et les vacanciers; un camping est situé en bordure du lac. La navigation de plaisance n'est pas autorisée.
Le lac de Narlay participe ainsi à l'attrait du département du Jura qui mise à juste titre sur ses sites naturels et sur le tourisme vert et actif dans un milieu vivifiant et protégé.

## Mythologie locale
La légende veut que dans des temps anciens le village du Frasnois, actuellement voisin du lac, était placé là où le lac se trouve. Un beau jour de Noël une vieille mendiante vint demander l'aumône mais personne ne voulut l'aider, sauf un aveugle. La mendiante était en fait une sorcière qui fit pleuvoir sur le village jusqu'à ce qu'il soit complètement noyé, sauf la maison de l'aveugle qui se trouvait en dehors du village. La légende se termine en disant que les jours de Noël, on entend chanter le coq du village englouti. Cette légende est identique à celle du lac de Saint-Point, qui est quant à elle plus popularisée.
On y raconte aussi que les fées lavandières, ou une vieille femme (qui fréquente les bords sauvages de ce lac et qui se retire dans une grotte décorée de stalactites), ont donné aux eaux du lac la propriété de blanchir le linge sans lessive et sans savon. La grotte, quant à elle, existe bien, et aurait servi d'abri pendant la résistance.
Nombre de légendes mentionnent la présence d'un cavalier accompagné de son cheval blanc qui bondiraient entre les montagnes alentour.

## Label
Le lac fait partie du site Ramsar "Tourbières et lacs de la montagne jurassienne" depuis février 2021.

## Galerie photos

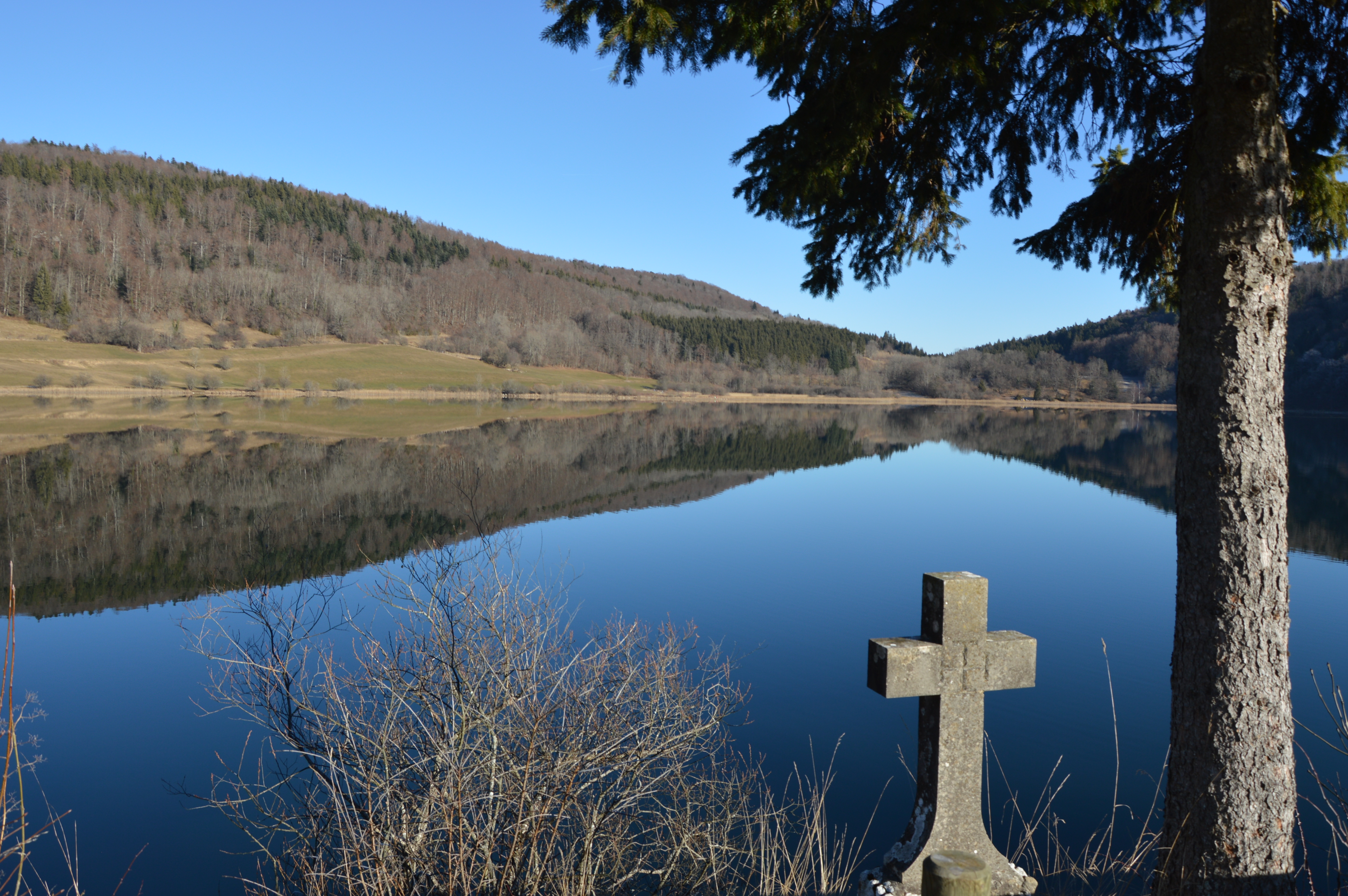
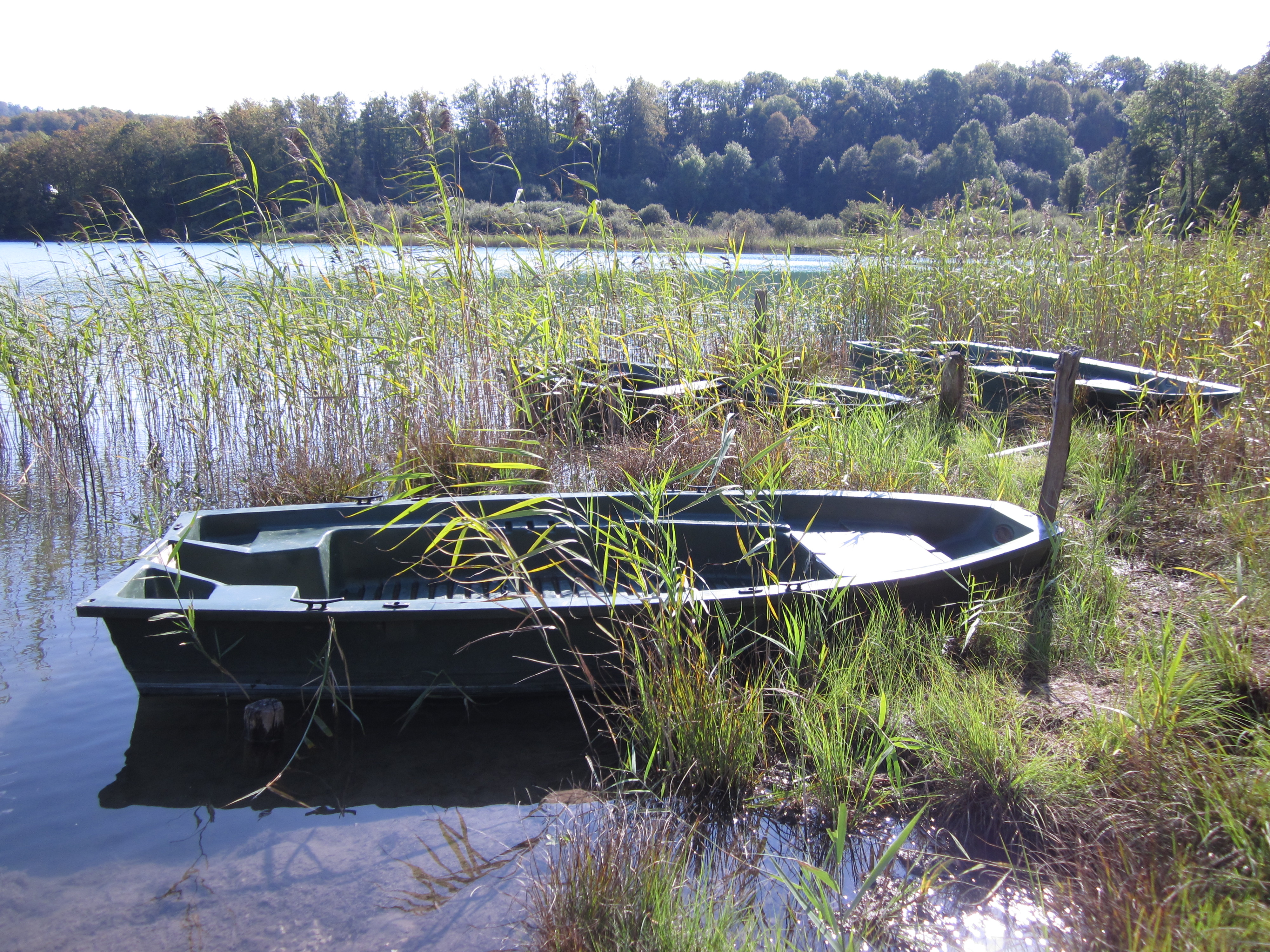
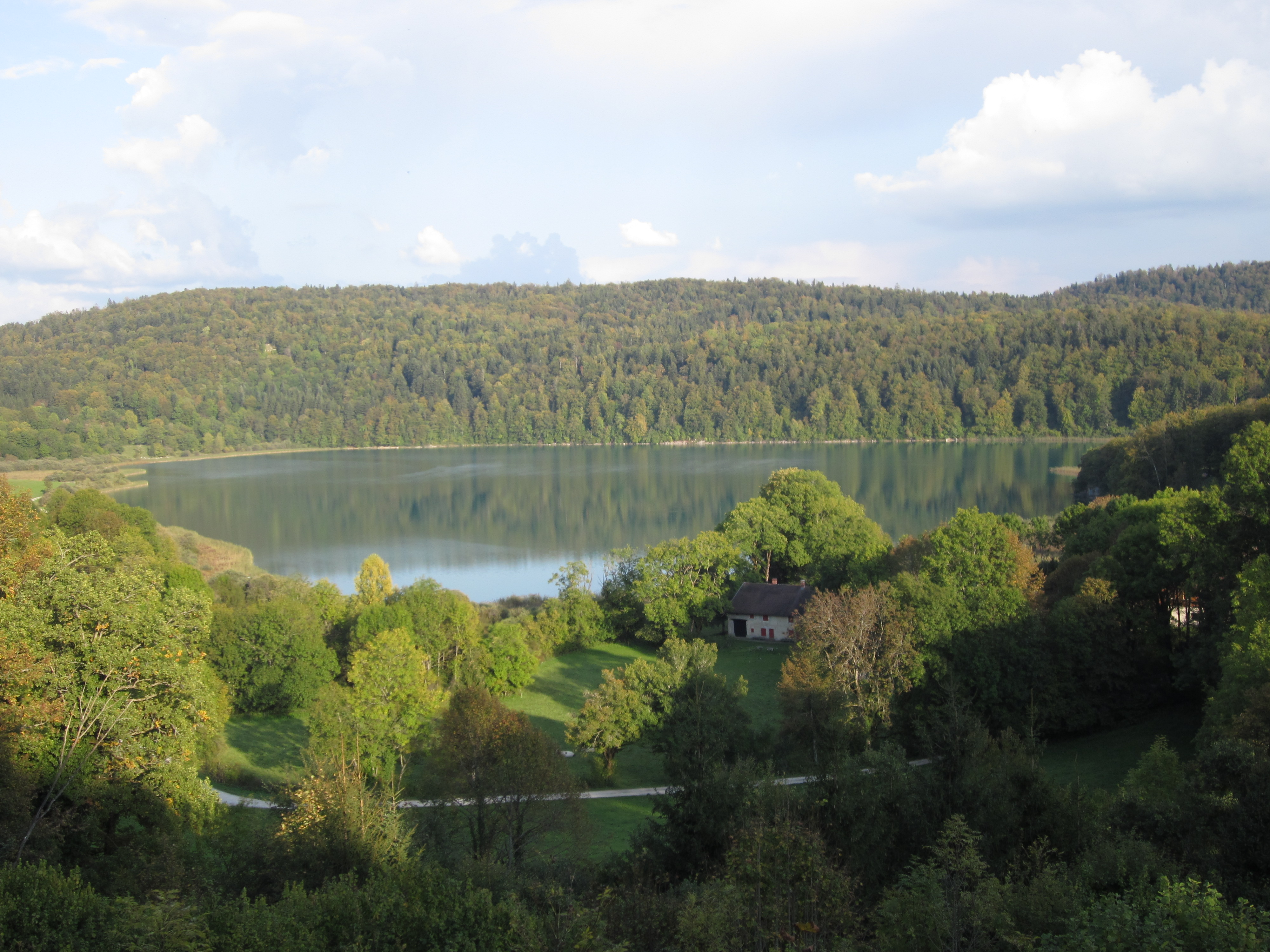
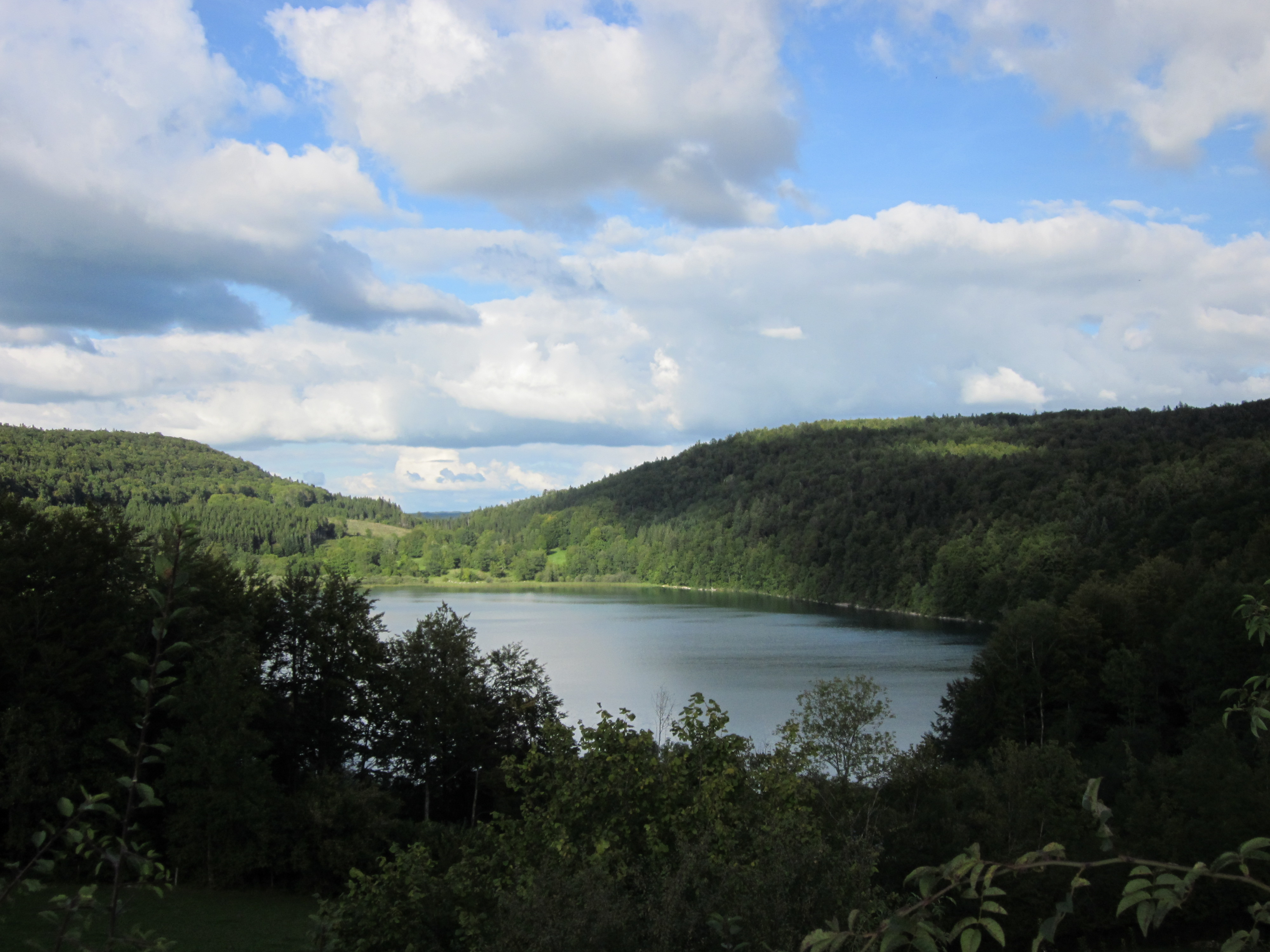